# Pseudosinella oromii
Pseudosinella oromii is een springstaartensoort uit de familie van de Entomobryidae. De wetenschappelijke naam van de soort is voor het eerst geldig gepubliceerd in 1996 door da Gama.